# 明娜·阿瑟顿
米娜·阿瑟顿（英語：Minna Atherton，2000年5月17日—）是一名澳大利亚女子游泳运动员，主攻仰泳项目。阿瑟顿的祖父曾代表新西兰参加自行车比赛。她在10岁时开始练习游泳，当时她的体育教师认为她在游泳方面能力出众，她便开始了训练。2018年，她进入邦德大学，修读生物医学科学专业。